# Manfred Wille
Manfred Wille (* 6. März 1934 in Magdeburg; † 12. Dezember 2014) war ein deutscher Historiker.

## Leben
Nach dem Studium und erfolgter Promotion wurde Manfred Wille Mitarbeiter an der Pädagogischen Hochschule Magdeburg. Gemeinsam mit dem Staatsarchivdirektor Rudolf Engelhart forschte und publizierte er 1974 über Quellen zur Geschichte der Arbeiterbewegung im Bezirk Magdeburg für die Zeit 1945–1949. An der Pädagogischen Hochschule erhielt er die Professur für deutsche Zeitgeschichte. In dieser Funktion beschäftigte er sich u. a. mit dem Thema Umsiedlung in der Sowjetischen Besatzungszone und in der DDR, mit den Luftangriffen auf Magdeburg und publizierte mehrfach darüber. 1993 ging die Pädagogische Hochschule im Rahmen einer Fusion in der Otto-von-Guericke-Universität Magdeburg auf. 1999 wurde Wille emeritiert.
Manfred Wille arbeitete u. a. auch am Biographischen Lexikon für Magdeburg mit und publizierte mehrere Werke zur Geschichte Magdeburgs.

## Werke (Auswahl)
- Friedhelm Berger (Hrsg.): Gehasst und umsorgt. Aufnahme und Eingliederung der Vertriebenen in Thüringen, ISBN 978-3-927437-21-0
- Rudi Hartwig und Manfred Wille: Magdeburg im Feuersturm. Ein Dokumentarbericht. Zur Geschichte der Zerstörung der Stadt durch anglo-amerikanische Bombenangriffe im zweiten Weltkrieg. Magdeburger Schriftenreihe. Hrsg. Rat der Stadt Magdeburg. Magdeburg 1985. S. 3–71
- Der Himmel brennt über Magdeburg. Die Zerstörung der Stadt im zweiten Weltkrieg. Magdeburger Schriftenreihe. Hrsg. Rat der Stadt Magdeburg. Eigenverlag. Magdeburg 1990
- Manfred Wille (Hrsg.): Die Vertriebenen in der SBZ/DDR: Dokumente. Band I: Ankunft und Aufnahme 1945, Otto Harrassowitz Verlag Wiesbaden 1996, ISBN 978-3-447-03833-1
- Manfred Wille (Hrsg.): Die Vertriebenen in der SBZ/DDR: Dokumente  Band II: Massentransfer, Wohnen, Arbeit 1946-1949, Otto Harrassowitz Verlag Wiesbaden 1999, ISBN 978-3-447-04036-5
- Manfred Wille (Hrsg.): Die Vertriebenen in der SBZ/DDR: Dokumente  Band III: Parteien, Organisationen, Institutionen und die "Umsiedler" 1945-1953, Otto Harrassowitz Verlag Wiesbaden 2003, ISBN 978-3-447-03833-1
- Die Goldenen Zwanziger, Helmuth-Block-Verlag Magdeburg 1994, ISBN 3-910173-20-9
- Großstadt auf Festungsterrain Magdeburg 1870-1918, Block-Verlag Kremkau 2004, ISBN 3-934988-26-1
- Metropole mit „lichter“ Zukunft, Magdeburg 1933-1945, Block-Verlag Kremkau 2008, ISBN 978-3-934988-64-4